# في جعبتي حكاية
في جعبتي حكاية (باليابانية: グリム名作劇場, Gurimu Meisaku Gekijou) والاسم الإنجليزي للإنمي (Grimms Fairy Tale Classics) هو مسلسل رسوم متحركة ياباني، من تأليف وتصميم الياباني هيروشي سايتو.  يعد مجموعة من القصص الشعبية والخرافية الألمانية التي جمعها الأخوان غريم وصدرت تحت عنوان حكايات للأطفال.
مسلسل كرتوني أُنتج عام 1987 يروي في كل حلقة قصة خيالية ألمانية شهيرة مثل سندريلا - الحسناء والوحش - الهر ذو الحذاء - سنوايت والأقزام السبعة. تمت دبلجته إلى العربية في مركز الزهرة، وطُور بإضافة حكايات جديدة من الكاتبة السورية شمس، التي حصلت على جائزة من المعهد الإثرائي العربي. اقتبس مسلسل "مرايا" في أحد أجزائه حلقتين من هذا الكرتون.

## الحلقات
جاء المسلسل الكارتوني في جعبتي حكاية على موسمين:
- الأول: 24 حلقة إنتاج (1987-1988).
- الثاني: 23 حلقة إنتاج (1988-1989).

## الأداء

### أداء الأصوات
قام بأداء الأصوات في النسخة العربية:
- مروان فرحات.
- أمل حويجة.
- علي القاسم.
- فاطمة سعد.
- يحيى الكفري.
- آنجي اليوسف.
- مأمون الرفاعي.
- ميادة درويش.
- محمد خاوندي.
- بثينة شيا.

### طاقم العمل
طاقم العمل في النسخة العربية:
- المونتاج: سامر أبو حمد، نديم سليمان.
- المكساج: محمد هاشم
- الإشراف الهندسي: عامر شوكة
- متابعة الإنتاج: رضوان حجازي، بلال شرتوح.
- إدارة الإنتاج: ماهر الحاج ويس.
- الإشراف العام: مناع حجازي.
- الإشراف الفني: أمل حويجة، مروان فرحات.

### أغنية الشارة
الأغاني من كلمات جمانة النعمان، وقد قام بأداء أغنية الشارة طارق العربي طرقان.

## روابط خارجية
- في جعبتي حكاية على موقع IMDb (الإنجليزية)
- في جعبتي حكاية على موقع قاعدة بيانات الفيلم (الإنجليزية)
- في جعبتي حكاية على موقع ANN anime (الإنجليزية)